# Amstrad GX4000
Amstrad GX4000 — 8-бітна гральна консоль на базі домашнього комп'ютера Amstrad CPC 6128+, випущена британською компанією Amstrad 1990 року для європейського ринку. Відноситься до третього покоління ігрових систем. Особливого успіху консоль не мала, її продажі та випуски відеоігор до неї припинилися вже 1992 року, продажі ледве досягли 15 тисяч одиниць. GX4000 була першою та останньою спробою Armstrad вийти на ринок гральних консолей. У багатьох рецензіях Amstrad GX4000 називається найбільшим або одним з найбільших провалів в історії ігрових систем. 